# Bobo Bidon
Pour plus de détails, voir Fiche technique et Distribution.
Bobo Bidon (ou Estomac en péril au Québec) (Tummy Trouble) est un court métrage d'animation ayant pour héros le lapin Roger Rabbit.
Le court-métrage a été réalisé par les studios Disney après les premiers succès du film Qui veut la peau de Roger Rabbit (1988) et diffusé en avant-première d'autres productions de Disney. Deux autres courts-métrages similaires ont été produits Lapin Looping (1990) et Panique au Pique-Nique (1993).

## Synopsis
Chargé de garder Baby Herman pendant l'absence de « maman », Roger lui offre un hochet, que Herman s'empresse d'avaler. En déplacement aux urgences, les deux compères enchaînent les catastrophes, qui retomberont évidemment toujours sur Roger.

## Fiche technique
- Titre original : Tummy Trouble
- Titre français : Bobo Bidon
- Titre québécois : Estomac en péril
- Réalisateur : Rob Minkoff
- Animateur : Dale L. Baer
- Genre : Animation, comédie slapstick
- Format : Court métrage, couleur
- Durée : 7 minutes
- Musique : James Horner
- Date de sortie : 23 juin 1989[1] (diffusé en première partie de  Chérie, j'ai rétréci les gosses)

## Distribution

### Voix originales
- Charles Fleischer : Roger Rabbit
- Kathleen Turner : Jessica Rabbit
- Lou Hirsch : Bébé Herman adulte
- April Winchell : Mme. Herman / Voix enfantine de Bébé Herman
- Corey Burton : Droopy

### Voix françaises
- Luq Hamet : Roger Rabbit
- Martine Meirhaeghe : Mme. Herman
- Richard Darbois : Bébé Herman adulte
- Tania Torrens : Jessica Rabbit
- Vincent Grass : Droopy / Infirmier #1
- Philippe Peythieu : Infirmier #2
- Gilbert Levy : Infirmier #3

### Voix québécoises
- Sébastien Dhavernas : Roger Rabbit
- Louise Portal : Jesica Rabbit
- Éric Gaudry : Bébé Herman, adulte
- Elizabeth Lesieur : Bébé Herman, bébé
- Chantal Baril : Mme Herman
- Jean Galtier : Droopy

## Commentaires
- C'est le premier court métrage d'animation (non éducatif) réalisé par les studios Disney depuis 24 ans[1]
- Il a été diffusé avec le film Chérie, j'ai rétréci les gosses (1989)[1]. Le court-métrage sera également proposé en avant-programme de la VHS du film lors de sa sortie, mais pas sur le DVD.